# Cuarteto para piano (Schumann)
El Cuarteto para piano en mi♭ mayor, Op. 47, es una obra camerística compuesta por Robert Schumann en 1842 para piano, violín, viola y violonchelo. Escrito durante un período productivo en el que produjo varias obras de música de cámara a gran escala, ha sido descrito como el "doble creativo" de su Quinteto para piano, terminado semanas antes. Aunque dedicado al violonchelista ruso Mathieu Wielhorsky, fue escrito pensando en la esposa de Schumann, Clara, quien sería la pianista en el estreno el 8 de diciembre de 1844 en Leipzig.
La obra consta de cuatro movimientos. El primer movimiento tiene forma de sonata y comienza con una introducción similar a un himno que conduce a una sección más figurativa. El segundo movimiento, un scherzo, presenta una figura de staccato rápido que se mueve alrededor de una escala de sol menor, con dos secciones de trío contrastantes. El tercer movimiento, Andante cantabile, ha sido llamado el punto culminante de la obra, con uno de los temas de violonchelo más bellos del período romántico. El final incluye escritura contrapuntística y hace muchas referencias a los movimientos anteriores.
En el estreno, la obra fue bien recibida. Hoy en día, se reconoce como la culminación de prácticamente todas las exploraciones previas del cuarteto para piano como género hasta ese momento, formando los cimientos sobre los que se basarán los compositores posteriores.

## Historia

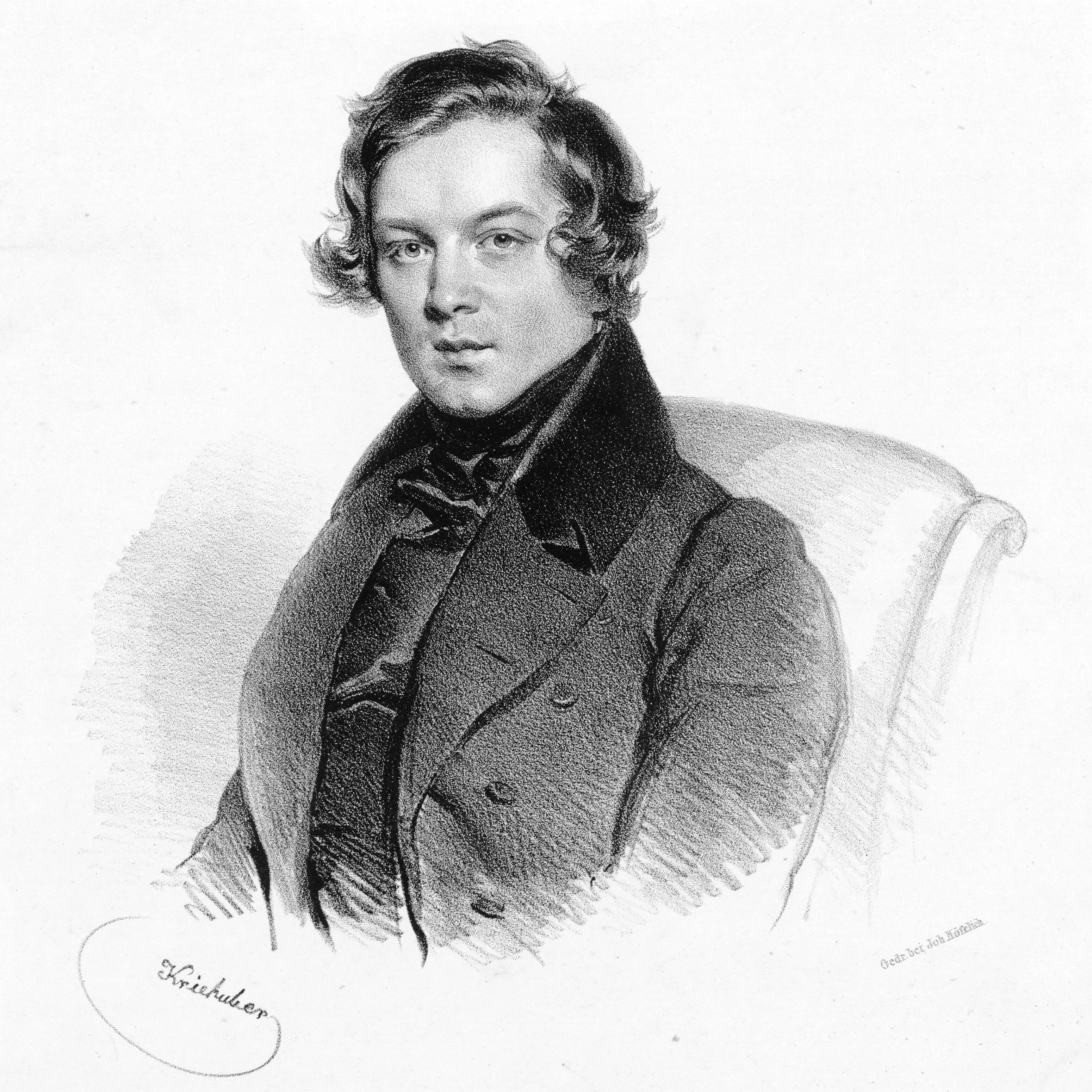
Litografía de Schumann, 1839

El Cuarteto para piano en mi♭ mayor está precedido por un Cuarteto para piano en do menor, WoO E1, que Schumann compuso en 1829, cerca del final de su primer año de estudios en Leipzig. Posiblemente inspirado por el Cuarteto para piano en sol menor de Mozart y claramente influenciado por el Trío para piano n.° 2 de Schubert, fue el logro más notable de Schumann hasta esa fecha, y una "obra notablemente pulida para alguien que todavía no tenía formación formal en composición". No obstante, el Cuarteto para piano en do menor permaneció inédito hasta 1979.
Schumann no compondría ninguna música de cámara importante hasta 1842, año en el que produjo varias obras a gran escala para diferentes instrumentos. Los primeros fueron sus tres cuartetos de cuerda, op. 41, que se completaron en julio, seguidos por el Quinteto para piano, op. 44 que fue escrito de septiembre a octubre. El cuarteto para piano se esbozó del 24 al 30 de octubre y se redactó en copia limpia entre el 7 y el 26 de noviembre; la inscripción "Leipzig, 26 de noviembre de 1842" aparece al final del manuscrito. Después del cuarteto, escribió Fantasiestücke para trío con piano, op. 47 en diciembre, y el Andante y Variaciones para dos pianos, trompa y dos violonchelos, op. 46 entre enero y febrero de 1843.

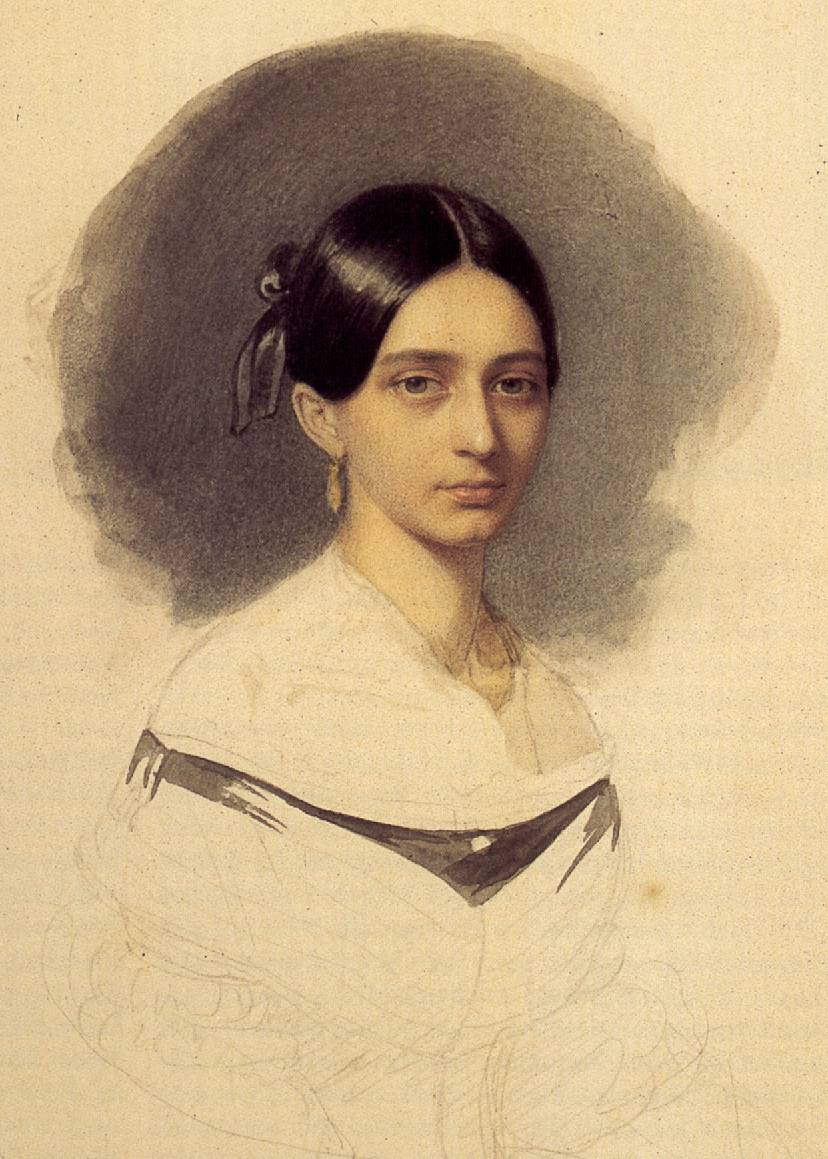
Clara Wieck, 1840

Al igual que el Quinteto para piano, el Cuarteto para piano fue escrito pensando en su esposa Clara, aunque estaba dedicado al conde Mathieu Wielhorsky, un violonchelista y empresario ruso. Una interpretación privada de la obra tuvo lugar el 5 de abril de 1843 en la casa de los Schumann en Leipzig, con Clara al piano, quien describió el cuarteto en su diario como una "hermosa obra, tan joven y fresca, como si fuera fuera su primera". Tras realizar varias revisiones, el 24 de agosto de 1843 Schumann ofreció la obra al editor Friedrich Whistling y recibió una tarifa de 100 táleros. Después de varios retrasos debido a la gira de los Schumann por Rusia en 1844, donde la obra se interpretó en un recital privado, se publicó en mayo de 1845. El manuscrito se encuentra hoy en día en la Biblioteca Estatal de Berlín, mientras que los bocetos iniciales se ha perdido
La premier se realizó el 8 de diciembre de 1844 en la sala Gewandhaus en Leipzig con Clara Schumann (piano), Ferdinand David (violín), Niels Gade (viola), and Franz Karl Wittmann (violonchelo), como parte del concierto de despedida de los Schumann, que se mudaban a Dresde.

### Relación con el Quinteto para piano
Según el académico de Schumann, John Daverio, el Cuarteto para piano puede interpretarse como el "doble creativo" del quinteto, también en mi♭ mayor, y que une el piano con un complemento de cuerdas. Aunque ambos muestran el "lado extrovertido y exuberante del genio creativo del compositor", no los consideró gemelos, ya que la ausencia de un violín en el cuarteto hace que el sonido sea más íntimo e individual, con un estilo neoclásico. Esta forma no se siente en el Quinteto.
En comparación con el trío de piano mucho más común, la adición de una viola en el cuarteto de piano agrega densidad a la textura del rango medio del conjunto, lo que puede resultar en fuertes contrastes entre el piano y las cuerdas. Este efecto es aún más pronunciado cuando se agrega otro violín: en el Quinteto para piano, el piano y las cuerdas se enfrentan como fuerzas musicales distintas, las cuerdas a menudo presentan un acompañamiento similar al piano. En contraste, el cuarteto enfatiza una textura de cámara, en la que los instrumentos se filtran para formar un conjunto unificado. Esto es particularmente evidente en el movimiento lento.

## Estructura y análisis
La pieza consta de cuatro movimientos, con el orden habitual de los movimientos internos invertido:
- I. Sostenuto assai – Allegro ma non troppo
- II. Scherzo: Molto vivace – Trio I – Trio II
- III. Andante cantabile
- IV. Finale: Vivace

Una interpretación dura alrededor de 27 minutos.

### I.Sostenuto assai – Allegro ma non troppo
La breve introducción del primer movimiento, Sostenuto assai, se asemeja a un himno con armonía de cuatro y cinco partes, todos los instrumentos cordófonos usan dobles cuerdas para lograr una textura de acordes. Conduce a un Allegro ma non troppo más figurativo y abstracto (c. 13f.) que se asemeja en su tono al Cuarteto "Arpa" y al Trío Archiduque de Beethoven. Tres acordes llamativos llevan a una séptima dominante sostenida, luego la mano derecha del piano presenta el primer tema:
El segundo grupo de sujetos comienza abruptamente en sol menor dominante, siguiendo un cierre completo en la tónica, produciendo una "interrupción temporal sorprendente del ritmo armónico":
Un retorno transitorio al Sostenuto (c. 125f.) conduce a otra sección Allegro (c. 136f.) en la que se desarrollan los temas. La coda, marcada Più agitato (c. 320f.), concluye el movimiento.

### II.Scherzo: Molto vivace – Trio I – Trio II
Aunque el scherzo está marcado como Molto vivace, no es tan exuberante como en Mendelssohn. Se dice que surge una "corriente subterránea ligeramente siniestra" a lo largo del movimiento. Según el musicólogo Basil Smallman, alude al "aura de fantasía" que se encuentra en varias partes de la Kreisleriana de Schumann, y en su ambientación de "Es leuchtet meine Liebe" de Heinrich Heine.
El scherzo presenta una rápida figura en staccato que se mueve hacia arriba y hacia abajo en una escala de sol menor:
Hay dos tríos contrastantes en tonalidades relativas. El primer trío surge del mismo impulso que el sujeto del scherzo:
El segundo trío ha sido descrito como "completamente schumannesco", presentando una serie de acordes sincopados sostenidos:

### III.Andante cantabile
El Andante cantabile es un movimiento de canto lírico lleno de romanticismo. Según el musicólogo Karl Böhmer, es el punto culminante de la obra, presentando uno de los temas de violonchelo más bellos del período romántico. El escritor musical James Keller la calificó como una de las melodías más "sublimes" de Schumann, "perfecta en su equilibrio, conmovedora y aparente simplicidad", y señaló que constituye "uno de los momentos mágicos de Schumann en los que el universo entero parece contener la respiración". El tema principal se desarrolla de manera "rapsódica" a través de cinco variaciones, intercaladas con un episodio coral en sol♭ mayor, y concluyendo con una coda.
| Sección | Sección        | Sección                            | Extracto | Audio |
| ------- | -------------- | ---------------------------------- | -------- | ----- |
| A       | Tema           | Violonchelo                        |          |       |
| A       | Var. I         | Cuasi- canon: violín y violonchelo |          |       |
| A       | Var. II        | Dúo: piano y viola                 | {{{1}}}  |       |
| B       | Episodio coral | Episodio coral                     | {{{1}}}  |       |
| A'      | Var. III       | Dúo: viola y violín                | {{{1}}}  |       |
| A'      | Var. IV        | Cuasi-canon: violín y viola        | {{{1}}}  |       |
| A'      | Var. V         | Violonchelo                        |          |       |
| Coda    | Coda           | Final prefigurado                  | {{{1}}}  |       |

En la coda, se introduce una figura de tres notas y se la somete a una serie en espiral de transposiciones melódicas y armónicas. Daverio contó estos 14 compases finales entre los "pasajes más evocadores de toda la música de cámara de Schumann", que aluden un "estado psicológico en el que el tiempo y el espacio parecen haber sido abrogados". En una aplicación inusual de una scordatura, el violonchelo afina el do inferior en un si bemol para que pueda actuar como nota pedal. Smallman llamó a esto un "ingenioso sistema de instrumentación, pero no es probable que gane mucho favor con el intérprete participante".
Este movimiento inspiró a Brahms en su Cuarteto para piano en do menor, donde el movimiento lento también se abre con un solo de violonchelo de estilo similar.

### IV.Finale: Vivace
El finale, construido en parte sobre líneas fugadas y en parte sobre la forma sonata, se abre con la figura de tres notas de la coda del movimiento anterior:
La exposición y el desarrollo son seguidos por una recapitulación y elaboración del desarrollo anterior. El movimiento hace muchas referencias a los movimientos precedentes: el comienzo del segundo grupo recuerda un motivo sincopado del movimiento lento (c. 31f.), el desarrollo hace referencia a la coda del movimiento lento y al "arabesco digresivo" en la♭ mayor en la recapitulación recuerda el primer trío del scherzo.

## Recepción y legado
El estreno fue un éxito, un crítico del Allgemeine musikalische Zeitung calificó al Cuarteto para piano como "una pieza llena de espíritu y vitalidad que, especialmente en los dos movimientos internos, fue de lo más hermosa y atractiva, uniendo una gran cantidad de hermosas ideas musicales con elevados vuelos de imaginación", añadiendo que "seguramente será recibido con grandes aplausos en todas partes, como lo fue aquí".
Smallman señaló que el Cuarteto para piano nunca recibió el mismo reconocimiento que el Quinteto para piano en gran parte porque sus temas principales son menos atractivos de inmediato. Sin embargo, lo llamó "en muchos sentidos una obra más poderosa y, con su riqueza de escritura contrapuntística, construida de manera más convincente". Reconoció ambas obras como la culminación de prácticamente toda la exploración previa de sus respectivos géneros, formando los cimientos sobre los que se basarían los compositores posteriores. Durante al menos un siglo después de las obras de Schumann para piano y cuerdas, las obras para conjuntos similares aumentaron en importancia en la música de cámara. Schumann estableció un modelo romántico que muchos compositores se sintieron tentados a emular, particularmente aquellos compositores influenciados por los ideales austro-alemanes como Brahms y Dvořák; esta continuación se puede rastrear hasta al menos la época de Schoenberg y Hindemith.